# Ignacio Eizaguirre
Ignacio Eizaguirre Arregui (ur. 7 listopada 1920 w San Sebastián, zm. 1 września 2013 tamże) – hiszpański piłkarz występujący na pozycji bramkarza i trener piłkarski.
Z reprezentacją Hiszpanii, w której w latach 1945–1952 rozegrał 18 meczów, wystąpił na mistrzostwach świata 1950.

## Osiągnięcia
- Mistrzostwo Hiszpanii (1942, 1944, 1947)
- Zwycięstwo w Pucharze Króla (1949)
- 4.miejsce na Mistrzostwach Świata (1950)
- Zdobycie Trofeum Zamory (1944, 1945)